# Tandy Warnow

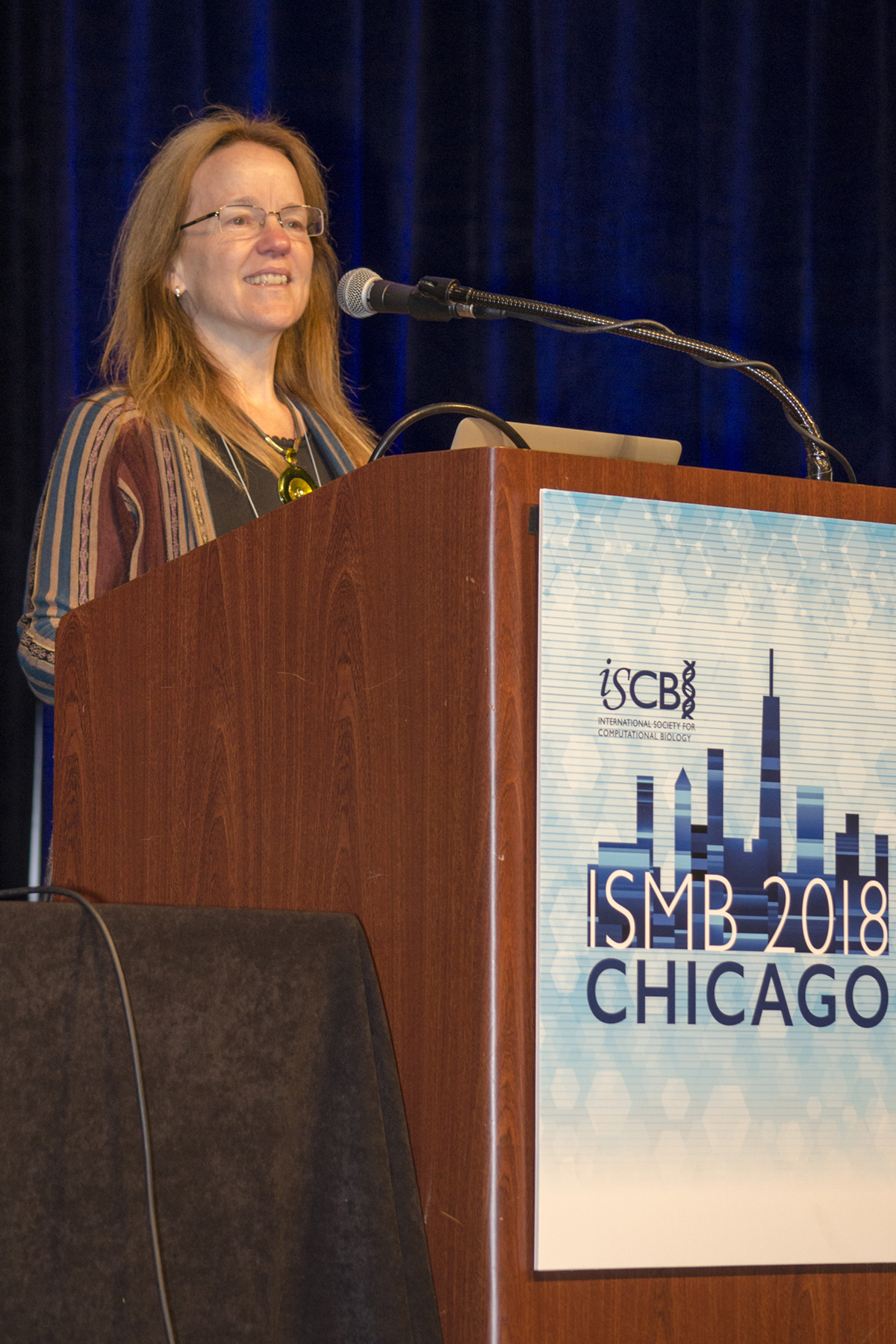
Tandy Warnow

Tandy Jo Warnow (* 28. September 1955) ist eine US-amerikanische Informatikerin und Hochschullehrerin. Sie ist Gründungsprofessorin für Informatik, Mitglied des Carl R. Woese-Instituts für Genombiologie, Mitglied des Nationalen Zentrums für Supercomputing-Anwendungen und der Abteilungen Mathematik, Statistik, Elektrotechnik und Informationstechnik, Tierbiologie und Entomologie und Pflanzenbiologie an der Universität von Illinois in Urbana-Champaign. Sie ist bekannt für ihre Arbeiten zur Rekonstruktion von Evolutionsbäumen, sowohl in der Biologie als auch in der historischen Linguistik.

## Leben und Werk
Warnow ist die Tochter von Joan Warnow-Blewett und Morton Warnow.  Sie studierte Mathematik an der University of California in Berkeley und erwarb 1984 einen Bachelor-Abschluss. Sie promovierte 1991 bei Eugene Lawler mit der Dissertation: Combinatorial Algorithms for Constructing Phylogenetic Trees. Von 1991 bis 1992 war sie Postdoktorandin bei Simon Tavaré und Michael Waterman an der University of Southern California und von 1992 bis 1993 forschte sie in der Discrete Algorithms Group an den Sandia National Laboratories in Albuquerque. Danach arbeitete sie an der Fakultät für Computer- und Informationswissenschaften an der University of Pennsylvania und ab 1999 an der University of Texas, wo sie die hundertjährige Professorin für Informatik von David Bruton Jr. war. 2014 wechselte sie an die Fakultät der University of Illinois at Urbana-Champaign, wo sie Gründungsprofessorin für Ingenieurwissenschaften und stellvertretende Leiterin des Instituts für Informatik wurde. Seit Februar 2020 ist sie Co-Chief Scientist des C3.ai Digital Transformation Institute.
Warnow hat mehr als 170 Artikel und ein Lehrbuch veröffentlicht. Sie war Gastwissenschaftlerin an vielen Universitäten, darunter an der Princeton University, der University of Maryland, der Yale University, der Ecole Polytechnique Fédérale de Lausanne (EPFL) und der Harvard University.
Ihre Zwillingsschwester ist die Bioinformatikerin Kimmen Sjölander.

## Forschung
Sie arbeitet an algorithmischen Problemen in der Computerbiologie. Ihre Methoden sind eine Kombination aus Graph-Algorithmen und maschinellem Lernen oder statistischem Lernen. Sie befasst sich mit großen und komplexen Schätzproblemen in Phylogenomik (Phylogenieschätzung im Genommaßstab), Mehrfachsequenz-Alignment, Metagenomik und historischer Linguistik.
1995 lieferten die Forschungen von ihr, Donald Ringe und Ann Taylor an der University of Pennsylvania eine umfassende Theorie für das Timing der frühen Unterteilungen in den indogermanischen Sprachen. Ihre Berechnungen stützten die indohethitische Hypothese, wonach die anatolischen Sprachen die erste dieser Unterteilungen waren, die sich von den übrigen indogermanischen Sprachen trennten. Ihre Ergebnisse stützen auch die griechisch-armenische Hypothese, wonach die armenische Sprache und die griechische Sprache eine Unterfamilie der indogermanischen Sprache bilden. Sie passen zu den germanischen Sprachen in den Evolutionsbaum der indogermanischen Sprachen, der zuvor als problematisch angesehen wurde, durch die Hypothese, dass die protogermanische Sprache eng mit den baltoslawischen Sprachen verwandt war, dann aber durch Westwanderungen der germanischen Stämme modifiziert wurde. Dieser perfekte Phylogenie-Ansatz wurde später von ihr und ihren Kollegen erweitert, um eine unentdeckte Entlehnung zwischen Sprachen zu ermöglichen, sodass die Sprachentwicklung eher mit einem Netzwerk als mit einem Baum modelliert wird.
Im Jahr 2009 veröffentlichten sie und ihre Kollegen ihre SATé (Simultaneous Alignment and Tree Estimation)-Software zur gemeinsamen Schätzung von biologischen Mehrfachsequenz-Alignments und Evolutionsbäumen. Ihre Software basiert weniger stark auf festen mathematischen Prinzipien als einige frühere Co-Schätzmethoden, ist jedoch erheblich schneller und ermöglicht die schnelle Erstellung hochgenauer Bäume und Ausrichtungen für Tausende von Arten. Im Vergleich dazu beschränkte sich die langsame Leistung früherer Methoden darauf, nur Dutzende Arten gleichzeitig zu vergleichen.
Ihre Arbeit von 2014 bis 2018 konzentrierte sich auf drei Themen: Skalierung mehrerer Sequenzalignments auf extrem große Datensätze, Schätzung des Artenbaums unter Verwendung mehrerer Gene (und Behandlung der Heterogenität von Genbäumen aufgrund unvollständiger Sortierung der Abstammungslinien) und Metagenomik. Zu ihren wichtigsten Beiträgen zu diesen Themen gehört die PASTA-Methode zur gemeinsamen Schätzung von Alignments und Bäumen, die SATé verbessert und hochpräzise Alignments mit bis zu 1.000.000 Sequenzen erzeugen kann. Sie hat auch die ASTRAL-Methode zur Schätzung von Artenbäumen entwickelt, eine statistisch konsistente Methode zur Konstruktion von Artenbäumen bei unvollständiger Sortierung der Abstammungslinien.

## Auszeichnungen
- 1994: NSF Young Investigator Award
- 1996: David und Lucile Packard Foundation Fellowship
- 2003: Radcliffe Institute Fellowship
- 2011: John Simon Guggenheim Foundation Fellowship[1]
- 2015: Fellow of Association for Computing Machinery (ACM)
- 2017: Fellow der International Society for Computational Biology (ISCB).
- 2021: Fellow der American Association for the Advancement of Science (AAAS)

## Veröffentlichungen (Auswahl)
- Computational Phylogenetics: An Introduction to Designing Methods for Phylogeny Estimation. Cambridge University Press, 2017, ISBN 978-1-107-18471-8.
- Bioinformatics and Phylogenetics: Seminal Contributions of Bernard Moret (Computational Biology Book 29), Springer, 2019, ISBN 978-3-030-10836-6.